# Luís Miguel França
Luís Miguel Soares de França (São Vicente, Madeira, 30 de janeiro de 1971 – Funchal, 6 de outubro de 2015) foi um jornalista e político português. Foi deputado à Assembleia da República entre 2009 e 2011, eleito na lista do Partido Socialista pelo círculo da Madeira.
França trabalhou na Rádio Jornal da Madeira, na RDP Madeira e na RTP Madeira, onde foi pivô do Telejornal, o principal noticiário, e chefe do Departamento de Informação. Após o mandato como deputado, regressou ao jornalismo na RTP Madeira, acabando por sair da empresa em junho de 2014. Morreu a 6 de outubro de 2015 no Funchal, aos 44 anos, vítima de um ataque cardíaco.